# Mahadevanakatte, Chitradurga
Mahadevanakatte là một làng thuộc tehsil Chitradurga, huyện Chitradurga, bang Karnataka, Ấn Độ.